# Энрикес, Анхело
А́нхело Хосе́ Энри́кес Иту́рра (исп. Ángelo José Henríquez Iturra; родился 13 апреля 1994 года) — чилийский футболист, нападающий.

## Клубная карьера
Начал карьеру в клубе «Универсидад де Чили», в который перешёл в возрасте 13 лет в 2007 году. До этого он играл в теннис. В 2009 году «Манчестер Юнайтед» и «Универсидад де Чили» подписали соглашение о возможности покупки прав на Энрикеса английским клубом за €4 млн в период до 2014 года. Энрикес привлёк к себе внимание «Манчестер Юнайтед» после впечатляющего выступления на чемпионате Южной Америки для футболистов до 17 лет в 2011 году.
27 июня 2011 года Энрикес совершил свой профессиональный дебют за клуб в матче Кубка Чили против «Унион Сан-Фелипе», в котором «Универсидад» победил со счётом 1:0. После ухода Густаво Каналеса в китайский клуб «Далянь Аэрбин» именно Энрикес заменил его в основном составе клуба. 22 февраля 2012 года Энрикес забил первый гол в своём дебютном матче в Кубке Либертадорес против «Годой-Крус». 28 февраля 2012 года забил 2 гола в матче против клуба «Кобрелоа» в Премьер-дивизионе чемпионата Чили.
Сообщается, что в августе 2012 года прошёл медицинское обследование в Манчестере, а 21 августа получил разрешение на работу в Англии. 5 сентября Энрикес подписал контракт с «Манчестер Юнайтед».
В январе 2013 года перешёл на правах аренды в клуб «Уиган Атлетик», получив футболку с номером «11».
Сезон 2013/14 провёл на правах аренды в клубе «Реал Сарагоса».
В августе 2014 года перешёл в хорватский клуб «Динамо Загреб» на правах аренды на сезон 2014/15. 6 июля 2015 года состоялся его трансфер в «Динамо Загреб» на постоянной основе.
В 2018 года перешёл в мексиканский клуб «Атлас», но проведя там один сезон вернулся в свой родной клуб «Универсидад де Чили». В 2021 году отправился в бразильский клуб «Форталёза», а позже — в польский клуб «Медзь».
В июле 2023 года перешёл в российский клуб «Балтика», который впервые с 1998 года вернулся в высший дивизион. Контракт рассчитан на два года.
31 июля 2023 года в выездном матче против «Спартака» (1:2) забил первый гол «Балтики» в высшем дивизионе с 1998 года.
16 июня 2024 года покинул «Балтику», по условиям контракта он имел право покинуть клуб при вылете из высшего дивизиона.

## Карьера в сборной
Энрикес выступал за сборные Чили до 15, до 17, до 20 и до 23 лет. В 2012 году дебютировал за главную сборную Чили.

## Статистика выступлений
| Клуб                   | Сезон            | Лига | Лига | Кубки | Кубки | Континент. кубки | Континент. кубки | Итого | Итого |
| Клуб                   | Сезон            | Игры | Голы | Игры  | Голы  | Игры             | Голы             | Игры  | Голы  |
| ---------------------- | ---------------- | ---- | ---- | ----- | ----- | ---------------- | ---------------- | ----- | ----- |
| Универсидад де Чили    | 2011             | 0    | 0    | 1     | 0     | 0                | 0                | 1     | 0     |
| Универсидад де Чили    | 2012             | 17   | 11   | 0     | 0     | 10               | 4                | 27    | 15    |
| Универсидад де Чили    | Итого            | 17   | 11   | 1     | 0     | 10               | 4                | 28    | 15    |
| Манчестер Юнайтед      | 2012/13          | 0    | 0    | 0     | 0     | 0                | 0                | 0     | 0     |
| Манчестер Юнайтед      | Итого            | 0    | 0    | 0     | 0     | 0                | 0                | 0     | 0     |
| Уиган Атлетик (аренда) | 2012/13          | 4    | 1    | 4     | 0     | 0                | 0                | 8     | 1     |
| Уиган Атлетик (аренда) | Итого            | 4    | 1    | 4     | 0     | 0                | 0                | 8     | 1     |
| Реал Сарагоса (аренда) | 2013/14          | 25   | 6    | 0     | 0     | 0                | 0                | 25    | 6     |
| Реал Сарагоса (аренда) | Итого            | 25   | 6    | 0     | 0     | 0                | 0                | 25    | 6     |
| Динамо Загреб          | 2014/15 (аренда) | 25   | 20   | 6     | 6     | 6                | 3                | 37    | 29    |
| Динамо Загреб          | 2015/16          | 27   | 8    | 4     | 1     | 8                | 2                | 39    | 11    |
|                        | 2016/17          | 20   | 1    | 3     | 1     | 6                | 0                | 29    | 2     |
|                        | Итого            | 72   | 29   | 13    | 8     | 20               | 5                | 105   | 42    |
| Всего за карьеру       | Всего за карьеру | 118  | 47   | 18    | 8     | 30               | 9                | 166   | 64    |

## Достижения
«Динамо» (Загреб)
- Чемпион Хорватии (2): 2015, 2016
- Обладатель кубка Хорватии (2): 2015, 2016

«Уиган Атлетик»
- Обладатель Кубка Англии: 2013

Сборная Чили
- Обладатель Кубка Америки: 2015